# Бразильская рабочая партия
Бразильская рабочая партия (БРП) — политическая партия Бразилии. Оригинальное название порт. Partido Trabalhista Brasileiro (Бразильская трабальистская партия), сокращённо — PTB. Председатель партии (с 2006 года) — Роберту Джефферсон.

## История
Партия была основана под конец эры Варгаса 15 мая 1945 года и существовала до 1965 года, когда военный режим ликвидировал многопартийную систему в стране. Она была призвана служить лейбористской и левопопулистской альтернативой, удерживающей рабочих от присоединения к коммунистическому движению. Её базой были вертикально организованные профсоюзы, контролируемые Министерством труда, а почётным председателем служил сам президент Жетулиу Варгас. После его самоубийства в 1954 году власть в партии получили более левые фигуры — Жуан Гуларт и Леонел Бризола.
Пребывая в союзе с Социал-демократической партией, Бразильская рабочая партия осталась при власти с избранием президентом представителя СДП Жуселину Кубичека. Гуларт стал вице-президентом, а затем, после отставки Жаниу Куадруса в 1961 году — президентом, однако был свергнут военным переворотом 1964 года. Большая часть членов рабочей и социал-демократической партии вошли в состав Бразильского демократического движения — единственной санкционированной властями оппозиционной партии.
Нынешняя партия зарегистрирована в 1981 году Ивете Варгас, племянницей покойного президента, как продолжение правого крыла одноимённой предшественницы. Номер в избирательных бюллетенях — 14. Новая БТП ориентировалась на сотрудничество с военным режимом и выступала за «трабальизм без коммунизма». С тех пор проводит центристскую и популистскую политику — большая часть левых членов старой партии последовали за Бризолой в Демократическую рабочую партию. Ещё одна небольшая группа умеренных социал-демократов отделилась в 1989 году в Рабочую партию Бразилии.